# Digorá
Digora (del ruso: Дигора́) en osetio: Дигорæ [dʲɪˈɡorə]ⓘ en digor: Дигорæ) es una ciudad rusa de Osetia del Norte - Alania localizada a 49 km al noroeste de Vladikavkaz en el río Ursdon.

## Historia
La ciudad fue fundada en 1852 como villa fortificada de Volno-Khristianovsky, renombrada posteriormente como Novokhristianovskoie y Khristianovskoie. En 1934 fue rebautizada a su nombre actual. En 1964 alcanzó el estatus de ciudad.

## Demografía
| Gráfica de evolución de Digorá entre 1897 y 2020 |
|                                                  |